# Замойска крепост
Замойската крепост е укрепен комплекс в град Замошч, Полша, построен в периода 1579-1618 по поръчка на Ян Замойски. Многократно реконструктуирана, най-изчерпателно през 20-те години на XIX век. Една от най-големите крепости на Жечпосполита, а след това на Варшавското Херцогство и на Конгресна Полша. Стратегически разпожена, в историята си Замойската крепост е понесла 5 обсади. Първата от тях е по време на Хмелницкото въстание, когато успешно е отбранявана от нападението на казаци и татари. За втори път е обсадена от шведски войски през 1656, които също не съумяват да я преодолеят. Трета е обсадата от войските на Варшавското Херцогство, които я завладяват и отнемат Замошч от ръцете на Австрия през 1809 година. Най-дълга е четвъртата руска обсада, продължила 10 месеца през 1813 година. Последния път Замошч е защитаван по време на ноемврийското въстание, когато крепостта е последната въстаническа опора пред руските войски. С щурм крепостта е била покорена само веднъж - от полските войски през 1809 година. Съоръжението постепенно губи значение и е ликвидирано през 1866 година, но някои останки са видими и днес.

## Строеж на крепостта
Изграждането на крепостта е свързано с назначаването за Ян Замойски за канцлер и велик хетман на короната. Той трябва да издигне нов град на територията на бившото село Скоковка на реките Випжец (дн. Топорница) и Лабунка. В грамотата за градски права, издадена на 3 април 1580 г. се посочва, че в местността Ярославец ще се издигне нов град, наречен Замошч над Випжец. Освен административен център, създаден през 1589 г., градът също така да изпълнява ролята на голям център на занаятите и търговията с величествена резиденция на магната.
Градът и крепостта са проектирани от италианския архитект Бернардо Морандо. Благодарение на това, че градът е разположен на кръстопът на две важни търговски пътища: от Люблин до Лвов и от Русия през Сандомеж до Краков. Създадени са и благоприятни условия за отбрана благодарение на построяването на крепостта на завоя на Топорница, защитаващ града от югозапад. Освен това речните води са използвани за попълване на рова пред стените от североизток.
Работата по фортификациите е започната с измерване на обиколката на града. В началото на XVII век тя възлиза на 2500 метра. От добития камък и хоросан започва строителството на бастиони. Някои изкопи са имали ширина няколко десетки метра и дълбочина до 7 м.
През 1579 г., още преди обявяването на града, е издигнат замъка (лишен от всички отбранителни подобрения, в действителност той представлява само луксозна сграда). След това започват да се изграждат следващите елементи на отбранителната система: арсенал през 1582 г., Главна порта - 1588 (по повод преминаването през нея на кандидата на полския трон ерцхерцог Максимилиан Хабсбург). След това са издигнати Лвовската Шчебжешката порти (1599), а след смъртта на Moрандо работата е продължена от Блез Гоцман през 1603. Фортификационните дейности са завършени в 1618 г. от изключителния венециански артилерист и фортификатор Андреа дел'Аква с помощта на Ян Волф и Ян Ярошович. Тогава крепостта получава окончателния си седмоъгълен вид със 7 кули по ъглите (от които днес е останал само бастион VII), отдалечени един от друг на около 200 м, защото такъв е обхватът на тогавашната артилерия.

## Обсада по време на Хмелницкото въстание
Бойно кръщение замойската крепост преминава през ноември 1648 г., когато под стените на крепостта се появяват обединените войски на Богдан Хмелницки и Тухай бей. Броят на нашествениците се оценява на няколко хиляди. Крепостта се отбранява от около 4700 души (включително 2100 пехотинци, 200 райтери, 1400 шляхта и местни 1000 жители) под командването на елбльонгския кастелан Лудвик Вайхера и маркграф Владислав Мишковски. В града са се укрили много бежанци от околните селища и дори от киевска Рус, Подолието и Волиния.
На 5 ноември врагът изгаря извънкрепостните предградия, но самият град зад стените не е засегнат. Казаците разбиват речната дига, което наводнява южната част на крепостта. Това принуди защитниците да съсредоточат върху този участък повече сили. Хмелницки не съумява да преодолее южната стена, а е притеснен и от приближаващата зима. Защитниците не могат да очакват помощ и достатъчно количество храна, необходима за гарнизона и населението, което е потърсило убежище зад стените на крепостта.
Така след 17 дни е бил сключен изгоден и за двете страни договор за изплащане на откуп от 20 000 талера. Хмелницки се съгласява на 12 ноември на примирие. По този начин крепостта не пада, и това е отчетено като военен успех под формата на спиране на победоносния поход на казаците.

## Обсадата при шведския потоп
През лятото 1655 година замошчони са застрашени от успехите на казаческо-руските войски, директно застрашаващи града повече от шведите в далечна Великополша. Повечето полско-литовски сановници се съюзяват с агресора. Едва в края на декември 1655 г. Ян Казимир започва действия срещу агресорите, може би поради подсигурения му брак с Мария Казимира, която впоследствие се жени за Ян III Собиески.
В началото на 1656 г. от Люблин в Замошч пристига шведската армия на фелдмаршал Дъглас. След няколко дни към тях се присъединява и самия Карл Густав. Започват интензивния обстрел на градските стени, но поради липса на тежки оръдия това не донася очакваните резултати и шведите трябва да затегнат обсадата. За успешната защита на Замошч от шведите пише и Хенрик Сенкевич в Потоп. В 1657 г. до крепостта се приближава с войските си и принца на Трансилвания Георги II Ракоци, но научавайки за нейната сила, дори не помисля до развие обсада.
В последния етап на войната непревземаемостта на Замошч му печели ролята на затвор за висши шведски офицери. Сред тях са фелдмаршал Арвид-Лутерстад, който умира в плен от естествени причини (язви на хранопровода). По време на шведския потоп крепостта се покрива с велика слава, защото преди Ясна Планина, Гданск и Ланцут само тя се съпротивлява на нашествениците от север. Трябва обаче да се признае, че обсадата е за кратко и е несравнимо по-малко значение, отколкото защита покровния манастир.

## През Северната война
XVIII век е период на упадък в стойността на крепостта, както и в цялата Република. Войната на север не пощадява Замостието. На 11 февруари 1703 г. започва продължила само за седмица обсада от страна на шведски войски под командването на генерал Магнус Стенбок. В началото на следващата година шведите се връщат със значителни сили. Един участък, охраняван само от 260 души не може да даде ефективна съпротива на противника. Във връзка с това неизбежно се превърна в слабо място на крепостта.
През 1705 кастеланът преминава на страната на Август II и се задлъжава да запази руския гарнизон, наброяващ хиляда войници. Този отряд напуска крепостта през май 1706 година.
Сътрудничество със саксонците не спасява отношенията с руските съюзници. Така през есента на 1706 година в Замошч пристига отряд на руския генерал Бауер, който противно на нарежданията презимува пред стените. След получаване на отрицателни решения Боуер започва подготовка за нападение. След приключване на преговорите руски войници опитват да нахлуят в крепостта. Благодарение на моменталната реакция на полския гарнизон, който ефективно успява да поеме ситуацията под контрол.
Ранен по време на битката, Бауер започва блокада на града, която се разпада след две седмици. Подобни събития се случват в декември 1715, този път с участието на саксонските войски. Полските офицери в Замошч отварят отвътре портите и напускат крепостта със своите войници. Въпреки всеобщото възмущение, което предизвика тази постъпка саксонците остават в крепостта до юли 1716 година.

## Обсада през 1809
В съответствие с разпоредбите и подялбата на Полша Замошч приз 1772 г. попада под властта на Ерцхерцогство Австрия. Едва през 1809 г. крепостта е върната на Варшавското Херцогство вследствие от успешното контрнастъпление на полски войски в Галиция пос командването на Юзеф Понятовски. На 15 май отряд на генерал Игнаци Камински пристига пред крепостта, охранявана от около 3000 войници под командването на един опитен австрийски полковник Фердинанд фон Пулшки. Това налага на 17 май Понятовски да изпрати подкрепление с генерал Жан Пелетиер начело. Френският офицер приема командването на силите и с всестранна помощ на жителите на Замостието започва обсада. Замошчани подпалват склад за храна, а жителите на околните села спонтанно организират отряд стрелци. Облечени в гражданска дрехи приближават близо до стените и внезапно откриват огън по австрийците. Освен това, много защитници са поляци и по време на щурма преминават на страната на нападателя.
Вече споменатотомм нападение става в нощта на 19 срещу 20 май и продължава до четвъртата нощ. Главният удар е насочен към Главната Порта, което изненадва на австрийския командир, очакващ атака на по-слабите южни укрепления. Поляците воюват с огромен ентусиазъм, бързо успяват да прогонят враговете си от валовете и свиват около тях пръстенът на обкръжението. Последният сблъсък се случва на Големия Пазарен площад, където са взети в плен около 2500 австрийци.
В Замошч през 1809 попада Йоанна Зубър – първата жена, декорирана с Кръст Виртути Милитари.

## Обсадата през 1813
В руската кампания на Наполеон през 1812 г. крепостта не играе голяма роля. В нея са разположени един полк пехота и четите на Националната Гвардия със сила от около 3250 души със задача да подсигурят люблинския регион докато основните сили на Великата Армия се насочват към Москва. Факт е, че тези операции са били организирани, но поради липсата на опитни офицери (полкът пехота е създаден едва през 1809 г. с млади полски новобранци), малко количество на самите военни, и, преди всичко, липса на сътрудничество и бездействие на съюзниците, особено на австрийския фелдмаршал Шварценберг, те са били силно възпрепятствани. Именно липсата на сътрудничество от съюзниците решава принуждава на 29 септември 1812 поляците са били принудени да се оттеглят на територията на Варшавското Херцогство.
Провалът на Наполеон и на неговото отстъпление от руската столица на 10 октомври 1812 година довежда до контраатака на руските войски. Това предвещава неизбежна обсада Замойската крепост. Трябва да се признае, че тя е добре подготвена за отбрана. Ремонтирана и реконструирана, с натрупан запас от храна за 4 месеца. Гарнизонът се състои от по-малко от 4000 войници и 130 оръдия под командването на генерал Морис Хауке, човек много способен, но причиняващ и много спорове, особено след 1815 година.
Авангардният корпус на Валентин Мусин-Пушкин достига под крепостта в началото на февруари. Броят им варира между 4000 и 7000 души. С течение на времето руснаците умножанат силата си. През юни има 10 000 войници, а през август дори 17 000 и 160 оръдия.
В последните дни на февруари започва обсада. Само след няколко дни, на 3 март обсадата временно е свалена във връзка с операции около Краков и Ченстохова. Това означава глътка въздух за защитниците, които през това време попълват запасите от храна, са направили нови застави, за да се гарантира най-добрата възможна видимост от крепостта.
След две седмици, на 17 март, руснаците се връщат на по-рано заеманата позиция. Последва серия от схватки в предградията и артилерийски обстрел. Сред гарнизона обаче се появява скорбут и април е много тежък за защитниците. Руснаците получават подкрепа под формата на допълнителни оръдия и започват едноседмичен интензивен обстрел на града.
Полските войски провеждат успешна контраатака на редут № 10. Редут е заловен, а противникът понася загуби и е отблъснат на половин миля.
През лятото ситуацията се променя към спокойствие. Руснаците не водят никакви нападателни действия, което има тясна връзка с международната ситуация. мПрез пролетта на 1813 г. от Наполеон възстановява армията и започва операции в Саксония. Загрижени членове на последната коалиция подписват с френския император примирието Шрода Велкополска. Шест дни по-късно информация за това събитие достига до Замошч и естествена последица от това е спирането на военните действия.
Примирието трябва да действа от 13 юни до 20 юли. По-късно е удължено до 10 август. Условията на примирието говорят, че поляците трябва да получат храна и въглища от руснаците. Доставката им е нередовна, а в по-късния период е прекратена напълно.
Командирът на крепостта разпорежда през лятото прибиране на реколтата и частично попълване на запасите. Организационни умения Хауке се проявяват също и в това, че в Замошч, по време на обсадата заработват мелница, ковачница, пивоварна, дестилерия, фабрика за производство на сапуни, както и завод за производство на тенджери и глинени съдове, изработени за нуждите на болницата. Работи дори и монетния двор, сечащ специални монети, с които е плащано на войниците до получаване на помощта.
След примирието ситуацията не търпи голяма промяна тъй като през лятото не се водят тежки боеве. Руснаците се задоволяват с факта, че са блокирали града. Положението на защитниците става все по-трудно. Бедна реколта, болести и глад, а през октомври болни са около 1200 войници, а гладът е взел толкова големи размери, че се ловят и ядат дори враните. В продължение на месец умират 450 души. Нараства също и мащаба на дезертация. През есента от полските редици избягват около 200 души.
На 22 октомври в обсадения достигна информация за поражението на войските на Наполеон в Битката на Народите през 16-19 октомври 1813. Това напълно подкопава духа на поляците. В първата половина на ноември се провеждат последните сблъсъци. Най-накрая, като се има предвид критичната ситуация, Съветът на Отбраната на Крепостта взема решение за споразумение за почетна капитулация. В член 1. се упоменава:
Заради доблестната защитата гарнизонът и офицерите, след като сложат оръжие, да напуснат на кон, със собствеността, спътниците си и всички вещи.
На 25 ноември гарнизонът напуска крепостта. От почти 4000 войници загиват 1500, повечето от болести и глад. Така приключва най-дългата обсада в историята на Замойската крепост. Замошч е включен в създаденото през 1815 г. Полско кралство.

## Реконструкции на крепостта

### Ян Михал Линк
През 1683 г. Ян Линк започва модернизация на остарелите вече укрепления. Проведени през 1694 работата включва в себе си укрепването на стените, ремонт на шахтите и дигите и реконструкция на югозападния край на крепостта. Два по-малки бастиона са заменени с един голям.

### Под австрийско управление
Първоначално властите на Галиция не придават голямо значение на крепостта, което се отразява негативно на нейната бойна готовност. Едва през 1809 г., когато Австрия планира атака на над Херцогство Варшава са започнати ремонтни работи, свързани с необходимата модернизация. Люблинската и Лвовската порта са подсигурени с нови мостове, а пред Шчебжешката е изкопан нов ров. Освен това, на разквартированите в крепостта военни са присвоени части от църкви и манастири за битови цели.

### Жан-Батист Мале
В периода 1809-1813 замойска крепост преминава период на пълна модернизация. Работите ръководи полковник Жан-Батист Maле, заедно с подполковник Леонард Йодко-Наркевич. Построени са съоръжения, осигуряващи отстраняването на скрити подходи на врага, замуровани са Старата Главна и Лвовската порти, а на тяхно място са построени нови врати, увеличен е броя на бастионите, построени са серия батареи и други фортификации. Въпреки това, тези действия са били внезапно прекъснати и непълни, поради руската кампания на Наполеон през 1812 година.
През 1820 правителството на Кралство купува града от Станислав Костки Замойски. През следващата година е подновена реконструкцията на укрепления по плановете на генерал Мале, чиито адютант в годините 1816-1826 е Ян Павел Лелевел. На първо място, в зоната на 1200 м от стените са разрушени всички сгради. В рамките на 2400 м може да съществуват само дървени сгради. На тази промяна се дължи и появата на нови селища недалеч от Замошч. Освен това е вдигнат нов вал с размер 25-30 м в основата, по стените са изградени галерии с aмбразури за ръчно стрелково оръжие и огнева поддръжка на бастионите, както и земни могили като огневи позиции на пехота. Построена е и застава с диаметър 54 m (така наречената Ротонда) на един и половина километра на юг от градските стени. Всички сгради - дворец, църква, кметство, катедрала и градски къщи, са били предназначени за армията, и като такива са лишени от орнаменти и преустроени в стил барок. През 1830 военният инженер и стратег Игнаци Прондзински завършва работата по плана на Малѐ.

## Замойски затвор
В края на XVIII и началото на XIX век австрийците превръщат Замошч в затвор. Тази функция е запазена и през 1819 г. от руснаците за осъдените на изгнание в Сибир, но и за обикновени престъпници, дезертьори и политиччески активисти на борбата за полска независимост. Точно в Замошч в периода от 1824-1825 в тъмни и студени каземати лежи основателя на Патриотично Дружество Валериан Лукашински.

## По време на Ноемврийското въстание
Последният епизод война в историята на крепостта е участието ѝ в Ноемврийското въстание, когато комендант е Юлиян Серавски, а заместник – Прондзински, а гарнизонът на Замошч е 3800 души. Крепостта, в съответствие с по-ранните планове на Прондзински, се превръща в отправна точка за атака срещу руските войски. Изпълнява и ролята на убежище за бунтовнически чети: първо на Дверницки, а след това Хжановски и Ружицки. След неудачната за поляците битка при Остроленка на 26 май 1831 царските войски поемат инициативата. През юли дванадесетхиляден руски корпус генерал Kaйсаров обсажда Замошч. Блокадата продължава до 22 октомври, когато крепостта, като последна в областите, обхванати от въстанието, капитулира.

## Премахване на крепостта и съвремие
След въстанието крепостта постепенно започва да губи своята значимост. Технологичният напредък, свързан с въвеждането на нарезна артилерия с разстояние на далекобойност до 4 км, изисква премахване на малките концентрирани крепости като Замошч. В крайна сметка крепост е била опразнена по нареждане на цар Александър II на 21 ноември 1866 година. Това поставя началото на цяла нова ера в историята на града без затрудненията, които причиняват стени и ограничения, свързани с функционирането на гарнизона. Много фрагменти от крепостта са запазени и до днес в оригинален или реконструиран стил. Някои от тях са адаптирани за различни цели: търговски функции, образователни цели. Арсеналът включва експозиция на оръжия, както и Ротонда, в която е Музеят на мъченичеството.

## Памет
Борбата на полския войник в град Замощч в кампанията от 1813 и в ноемврийското въстание са увековечен на Гроба на Незнайния Воин във Варшава с надпис: "ЗАМОШЧ 24 I – 22 XI 1813/14 VII – 21 X 1831".